# Le Comte de Chanteleine
Le Comte de Chanteleine (Der Graf von Chanteleine) ist eine Kurzgeschichte des französischen Autors Jules Verne. Sie wurde von Oktober bis zum Dezember 1864 in der Zeitschrift Musée des Familles veröffentlicht und erschien erst 2013 in deutscher Sprache.

## Handlung
Der königstreue bretonische Graf Humbert de Chanteleine kämpft im Aufstand der Vendée gemeinsam mit seinem Diener Kernan gegen die revolutionären Truppen der Jakobiner. Während der Kämpfe erfährt er, dass sein untreuer ehemaliger Diener Karval, den er wegen Diebstahls von seinem Gut gejagt hat, jetzt einer der glühendsten Anhänger der Revolution geworden ist. In der Abwesenheit des Grafen hat Karval dessen Schloss überfallen und in diesem ein Blutbad angerichtet. Neben den Bauern des Gutes ließ er auch die Gräfin und deren Tochter Marie hinrichten. Der Ritter Henry de Tregolane, der vom geplanten Überfall erfuhr, wollte kurz vorher noch seine Schwester retten. Dies erfährt der Graf, als er zufällig am Grab der Opfer den Ritter trifft. Dieser kam zu spät, um seine Schwester zu retten, konnte aber noch Marie vor den Jakobinern retten.
Marie taucht gemeinsam mit Kernan und Henry de Tregolane in dem Fischerort Douaenenez unter. Der katholische Graf nimmt die Rolle eines Priesters an und gibt der bäuerlichen Bevölkerung seelischen Beistand. Der Verräter Karval gibt jedoch keine Ruhe. Er überfällt den Fischerort und kann den Grafen während der Trauung von Marie und Henry de Tregolane gefangen nehmen. Der getreue Kernan schafft es kurz darauf, den verräterischen Karval zu entführen und schließlich zu töten. Der Graf von Chanteleine kann der Guillotine entkommen, da die Herrschaft der Jakobiner zu Ende geht.

## Bibliografie
- Jules Verne: Der Graf von Chanteleine. Eine Episode aus der Revolutionszeit. Edition Dornbrunnen, Berlin 2013, ISBN 978-3-943275-05-6.
- Jules Verne: Der Graf von Chantelaine und Der Weg nach Frankreich. Ablit, München 2013, ISBN 978-3-935410-18-2.

## Hintergrund
Die Kurzgeschichte lässt nicht nur die Meinung des Katholiken Jules Verne erkennen, sondern auch dessen Sympathien für die Monarchisten. Die Handlung spielt während des Aufstands der Vendée (Guerre de Vendée), der von 1793 bis 1796 stattfand. Dabei handelte es sich um den bewaffneten Kampf der royalistisch-katholischen Landbevölkerung der Region Vendée und von Teilen der Nachbardepartements gegen die republikanischen Revolutionstruppen. Der anfangs erfolgreiche Widerstand der katholischen Landbevölkerung und der königstreuen Truppen wurde von den Republikanern gleich im ersten Jahr blutig niedergeschlagen. Der Widerstand aus dem „Untergrund“ gegen die Jakobiner dauerte noch bis 1796 an.